# عبدالله نوری

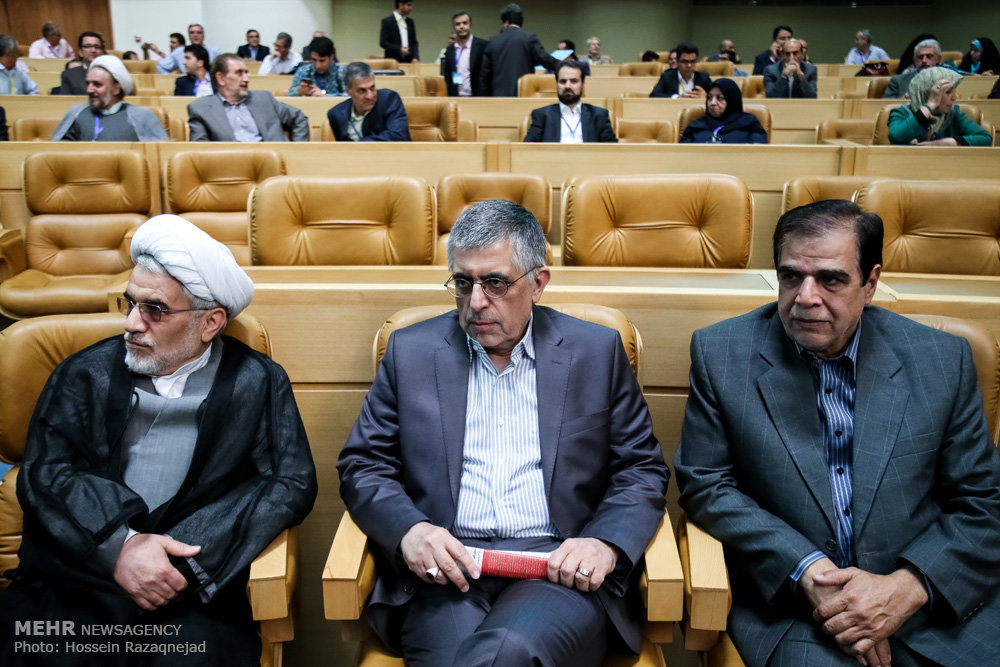
نوری در کنار کرباسچی

عبدالله نوری حسین‌آبادی (زاده ۱۳۲۸ در اصفهان) روحانی و سیاستمدار اصلاح‌طلب ایرانی است. او در ادوار دوم و پنجم مجلس شورای اسلامی نمایندگی اصفهان و تهران را بر عهده داشت. نوری نمایندهٔ سید روح‌الله خمینی، در جهاد سازندگی و سپاه پاسداران انقلاب اسلامی بود.
همچنین نوری با حکم خمینی به عنوان ناظر بر انتخابات شورای عالی قضایی منصوب شد. همسر وی فاطمه صدیقیان از مالکان سابق رشت الکتریک است.
در دور اول ریاست جمهوری هاشمی رفسنجانی، نوری وزارت کشور را بر عهده داشت. سپس در دورهٔ پنجم مجلس شورای اسلامی از تهران به نمایندگی انتخاب شد. در چهار سال اول ریاست جمهوری محمد خاتمی، او بار دیگر وزیر کشور شد تا این که مجلس پنجم در ۳۰ خرداد ۱۳۷۷ او را استیضاح و برکنار کرد. نوری در انتخابات اولین دوره شورای اسلامی شهر تهران بیشترین رای را کسب کرد و رئیس این شورا شد. او برای شرکت در انتخابات ششمین دورهٔ مجلس شورای اسلامی در سال ۱۳۷۸ استعفا داد. مدتی بعد روزنامهٔ خرداد که او مدیریت را داشت، توقیف و او به زندان محکوم شد و دادگاه به او اجازهٔ ثبت نام در انتخابات را نداد. نوری تا سال ۱۳۸۱ در زندان به سر برد. او از ۱۳۶۸ تا ۱۳۸۰ عضو مجمع تشخیص مصلحت نظام بود.

## دههٔ ۱۳۶۰: از صدا و سیما تا سپاه پاسداران
عبدالله نوری فعالیت سیاسی خود را با مدیریت در رادیو و تلویزیون دولتی -صدا و سیما- و معاونت وزارت امور خارجه در ابتدای انقلاب آغاز کرد. از مسئولیت‌های دیگر وی نمایندگی سید روح‌الله خمینی در هیئت نظارت شورای عالی قضایی، جهاد سازندگی و سپاه پاسداران انقلاب اسلامی در دوران جنگ و پس از فضل‌الله محلاتی بود. او همچنین با حکم سید روح‌الله خمینی عضو شورای بازنگری قانون اساسی بوده است. سایر پست‌های وی عبارتند از:
- نمایندهٔ سید روح‌الله خمینی در انتخاب اعضای شورای عالی قضایی
- معاون وزیر امور خارجه در دولت رجایی
- عضو شورای عالی امنیت ملی.

از ۱۳ دی ۱۳۶۰ به جای علی‌اکبر ناطق نوری نمایندهٔ ولی فقیه در جهاد سازندگی شد و در ۱۸ بهمن ۱۳۶۸ جای خود را به رجبعلی حیدرزاده داد. او همچنین در دهه شصت از پرنفوذترین شخصیت‌های سیاسی زادگاه خود، اصفهان به‌شمار می‌آمد و یکی از مهم‌ترین واسطه‌های سیاسی اصفهان در تهران بود.
در ۱۸ اسفند ۱۳۶۷، سید روح‌الله خمینی، نوری را به عنوان چهارمین نمایندهٔ خود در سپاه پاسداران انقلاب اسلامی منصوب کرد. این دوره مصادف با پایان جنگ با عراق بود. اختیاراتی که در حکم انتصاب به نوری تفویض شده بود، فراتر از نمایندگان پیشین بوده و نوری اختیار تأیید عزل و نصب تمامی فرماندهان را هم دارا بود. بی‌بی‌سی این اقدام را به منظور کنترل و محدودسازی برخی جناح‌ها در سپاه ارزیابی کرد. نوری پس از درگذشت خمینی از این سمت استعفا داد. او در ۵ تیر ۱۳۶۹، جای خود را به محمود محمدی عراقی داد. محمدی عراقی از ۴ آبان ۱۳۶۸ قائم‌مقام نوری بود.

## وزارت کشور دولت اوّل هاشمی رفسنجانی
وی پس از آن به‌عنوان وزیر کشور در دولت اول هاشمی رفسنجانی منصوب گردید. ادغام شهربانی، ژاندارمری و کمیته‌های انقلاب اسلامی و ایجاد نیروی انتظامی از اقدامات دوران وزارت وی بود. او در کنار محمد خاتمی وزیر فرهنگ و ارشاد با فشار جناح راست ناچار به کناره‌گیری از پست وزارت کشور شد. ناطق نوری بعدها در کتاب خاطرات خود نقل می‌کند که: «ما نمی‌پذیریم که آقای عبدالله نوری ولایی فکر کند.»

## نمایندگی مجلس
عبدالله نوری درمجالس دوم و پنجم به ترتیب نماینده اصفهان و تهران بود. وی در انتخابات مجلس پنجم در سال ۷۴ شرکت کرده و از تهران به مجلس راه یافت. نام وی در لیست مورد حمایت حزب کارگزاران سازندگی ایران قرار داشت. وی در مجلس پنجم به‌عنوان رئیس فراکسیون اقلیت انتخاب شد. علی اکبر ناطق نوری در رای‌گیری ریاست مجلس پنجم با اختلاف ۱۱ رای بیشتر از عبدالله نوری توانست به ریاست مجلس برسد. او همچنین از سوی علی خامنه‌ای دو دوره (دوره دوم مجمع ۱۳۶۸ تا ۱۳۷۵ و دوره سوم مجمع ۱۳۷۵ تا ۱۳۸۰) به‌عضویت مجمع تشخیص مصلحت نظام درآمد.

## وزارت کشور دولت خاتمی
پس از پیروزی محمد خاتمی در انتخابات ریاست جمهوری در ۲ خرداد سال ۷۶ نوری دوباره پست وزارت کشور را عهده‌دار شد. وی از مهره‌های اصلی دولت اصلاح‌طلب خاتمی به‌شمار می‌رفت. از آن جهت که سید علی خامنه‌ای پس از تشکیل نیروی انتظامی کنترل آن را در دست گرفته و وزیر کشور، علی‌رغم آنکه مسؤول حفظ امنیت کشور بود، در عین حال هیچ نظارت و کنترلی بر نیروی انتظامی نداشت، وی حاضر به پذیرش مسؤولیت امنیت اجلاس سران سازمان کنفرانس اسلامی که در پاییز ۷۶ در تهران برگزار گردید، نشد.
بر اساس قوانین جمهوری اسلامی برگزاری تجمعات آزاد است، مگر آنکه مخل امنیت داخلی باشد. از این رو، گروه‌های سیاسی و قشرها مختلف اجتماعی برای برگزاری تجمع نیاز به اخذ مجوز از وزارت کشور دارند، اما وزارت کشور معمولاً با همهٔ درخواست‌ها برای برگزاری تجمع مخالفت می‌کند.
عبدالله نوری نیز با انتصاب مصطفی تاج‌زاده از فعالان جنبش دوم خرداد به عنوان معاون سیاسی خود تلاش کرد تا برگزاری تجمعات را در ایران نهادینه کند.
در دوران وزارت عبدالله نوری گروه‌ها و قشرهای مختلف اجتماعی برای گرفتن مجوز از وزارت کشور به منظور برگزاری تجمع مشکلی نداشتند؛ اما از آنجا که نیروی انتظامی به عنوان مسؤول حفظ امنیت تجمعات در کنترل وزارت کشور نبود، تقریباً تمام تجمعاتی که از نظر جناح محافظه‌کار حاکم «نامطلوب» بود، به خشونت کشیده می‌شد.
مسئولیت به خشونت کشیدن تجمعات قانونی، معمولاً متوجه شبه‌نظامیانی بود که در ایران با عناوینی چون گروه‌های فشار، لباس شخصی‌ها یا انصار حزب‌الله مشهورند و گفته می‌شود که از حمایت نهادهای امنیتی و نظامی نیز برخوردارند.
جناح محافظه‌کار ضمن آنکه عملاً اجازهٔ برگزاری هر نوع تجمعی را نمی‌داد، از وزارت کشور تحت مدیریت عبدالله نوری نیز که با درخواست تجمعات موافقت می‌کرد، خشمگین بود. او در ۳۰ خرداد ۱۳۷۷ با رای ۱۳۷ نفر از ۲۷۰ نماینده حاضر در جلسه استیضاح توسط مجلس پنجم برکنار شد. این مجلس که اکثریت آن در دست جناح راست بود به دلیل افزایش آزادیهای سیاسی و دفاع از غلامحسین کرباسچی شهردار سابق تهران از دلایل استیضاح او بود. خاتمی پس از آن او را به معاونت توسعه سیاسی رئیس‌جمهور منصوب کرد.

## ریاست شورای شهر تهران
نوری پس از برگزاری انتخابات شورای شهر تهران نامزد شد و به‌عنوان منتخب اول به شورا راه یافت. نوری به عنوان رئیس این شورا انتخاب شد ولی چندی بعد به توصیه اکبر هاشمی رفسنجانی برای کاندیداتوری در انتخابات مجلس ششم استعفا داد، اما به دلیل داشتن سابقه محکومیت قضایی از رقابت در این انتخابات بازماند. او به خاطر پروندهٔ روزنامه خرداد محکوم و زندانی شد و اصلاح طلبان در انتخابات پیروز شدند.

## از روزنامه خرداد تا اوین
انتشار روزنامهٔ اصلاح‌طلب خرداد از اقدامات دیگر او بود. این روزنامه پس از مدتی توقیف شد. این روزنامه شدیداً مورد انتقاد محافظه‌کاران که مخالف طرح دیدگاه‌های نوگرایانه در حوزه‌های دینی هستند قرار گرفت و نهایتاً نوری به واسطهٔ طرح دیدگاه‌هایی در روزنامهٔ خود که تصویری متفاوت از دین اسلام نسبت آنچه محافظه‌کاران سنتی عرضه می‌کردند، ارائه می‌داد، به دادگاه ویژه روحانیت فراخوانده شد و پس از چندین جلسه محاکمه و دفاع و بنابر اتهام‌هایی مانند توهین به مقدسات، نشر اکاذیب، اقدام علیه امنیت ملی و نظایر اینها، در دادگاه ویژه روحانیت محاکمه و به ۵ سال زندان محکوم گردید. علی‌رغم رایزنی‌های رفسنجانی با خامنه‌ای مبنی بر عدم انتشار دفاعیات خود و تبرئه شدن، وی در دادگاه با قاطعیت از اصلاحات دفاع کرد و به زندان محکوم شد. دفاعیات وی در کتابی به‌عنوان شوکران اصلاح منتشر گردید که با استقبال مردم مواجه شد.
دادستان دادگاه ویژه روحانیت که کیفر خواست ۴۴ صفحه‌ای علیه وی را تنظیم کرد، محمد ابراهیم نکونام و قاضی دادگاه محمد سلیمی بود. به گفته دادستان از مجموعه مطالب روزنامه خرداد بوی عناد و توطئه علیه نظام استشمام می‌شود. وکیل مدافع وی نیز محسن رهامی بود. هیئت منصفه دادگاه نیز شامل حجج اسلام: ایزدپناه، صدیقی، پورمحمدی، دعاگو، مهاجری، دعایی، طه هاشمی و نظام‌زاده بودند که سه نفر آخر در جلسات دادگاه حاضر نشدند.
دیگر شاکیان روزنامه خرداد، ستاد احیای امر به معروف و نهی از منکر، حفاظت اطلاعات نیروی انتظامی، بسیج دانشجویی و رفعت بیات مدیر مسئول هفته‌نامهٔ آزادی (از چهره‌های محافظه‌کار که بعداً از زنجان به مجلس هفتم راه یافت) بودند.
خاتمی در پایان دوران ریاست جمهوری‌اش گفت: 
هیچ‌یک از مدیران (دولتم) نبودند که تا دم در زندان پیش نروند و بسیاری کارهای عظیمی صورت گرفت که پرونده‌سازی‌هایی برای آن انجام شد و من هر آن انتظار داشتم که بیایند و بگویند وزیر تو احضار شده و فلان مدیر تو زندانی شده است.

وی در دادگاه موضع جمهوری اسلامی در جریان درگیری اعراب-اسرائیل را به چالش کشید و گفت: 
اگر فلسطینی‌ها خواستار صلح با اسرائیل هستند ما که هستیم که به دنبال جنگ باشیم.
او همچنین گفت: «امروز یک روحانی در مقام دادستان یکی روحانی دیگر را متهم به توهین، افتراء، نشر اکاذیب و معاندت با دین می‌کند. اگر این آقا راست می‌گوید وای بر روحانیتی که من نمونه‌اش هستم و اگر دروغ می‌گوید وای بر روحانیتی که ایشان نمونه‌اش است.»
وی همچنین به دفاع از حقوق شهروندی و سیاسی نهضت آزادی و حسینعلی منتظری که هر دو مغضوب رهبر قبلی و فعلی نظام بودند، پرداخت و صلاحیت دادگاه ویژه روحانیت که برخلاف قانون اساسی (که همگان را در برابر قانون یکسان دانسته و ایجاد دادگاه ویژه جز برای نظامیان را تأیید نکرده است) را زیر سؤال برد. وی به نامهٔ روح‌الله خمینی در سال پایان عمرش خطاب به مجلس سوم (۷ آذر ۱۳۶۷) اشاره کرد که وی گفته بود تصمیم دارد وضع را به‌صورتی بازگرداند که همه در چهارچوب قانون اساسی فعالیت کنند و بدین ترتیب دادگاه ویژه روحانیت همچون بسیاری تصمیم‌های مقطعی دیگر ضرورتی به ادامه حیات نداشته و مغایر قانون اساسی است. دفاعیات قاطع او همچون موضعش در دفاع از حقوق شهروندی منتقدان نظام و… منجر به صدور شدیدترین رای علیه وی شد.

### قتل‌های زنجیره‌ای
روزنامه خرداد یکی از روزنامه‌های پیگیر قتل‌های زنجیره‌ای بود و همین امر نیز در توقیف روزنامه و محاکمهٔ وی مؤثر بود. عبدالله نوری خود در دوران وقوع چهار قتل در پاییز ۱۳۷۷ وزیر کشور بود. وی در جلسه دادگاه پیرامون قتل‌های زنجیره‌ای نیز به‌طور غیرمنتظره از دست داشتن وزیر اطلاعات (دُری نجف‌آبادی) در قتل‌ها و صدور فتوای مرتد بودن مقتولان سخن گفت و تلاش دستگاه قضایی برای محدود کردن قتل‌ها به سعید امامی و سایر کارکنان وزارت اطلاعات و عدم پیگیری «آمران» قتل‌ها و محدود کردن مقتولان به همان چهار نفر و عدم پیگیری قتل‌های سال‌های گذشته را تقبیح کرد. سخنان وی بارها توسط رئیس دادگاه قطع شد.

### واکنش‌های داخلی
اتحادیه انجمن‌های اسلامی دانشجویان (دفتر تحکیم وحدت) و سایر گروه‌های اصلاح طلب زندانی کردن وی را محکوم کردند. اصلاح طلبان محاکمهٔ وی را سیاسی و اتهامات وارد شده به او همچون دفاع از نهضت آزادی را مغایر با قوانین حقوقی ایران دانستند.
همچنین علی خامنه‌ای که خود چندی قبل وی را به عضویت در مجمع تشخیص مصلحت نظام منصوب کرده بود، به موضع‌گیری علیه وی پرداخت و او را فریب خورده و قابل ترحم نامید که حرف‌های دشمن را تکرار می‌کند.
غلامحسین محسنی‌اژه‌ای، دادستان وقت دادگاه ویژه روحانیت، در جلسه‌ای با هاشمی رفسنجانی بیان می‌دارد که علی‌خامنه‌ای رهبر ایران، با آزادی مشروط عبدالله نوری موافق نبوده است و اژه‌ای به خاطر مراعات نظر خامنه‌ای مرخصی‌های نوری را محدوده کرده است. در پاسخ، هاشمی رفسنجانی از اژه‌ای خواسته که مرخصی نوری را بیشتر کند. هاشمی در پاسخ به اسحاق جهانگیری که از او در خصوص آزادی عبدالله نوری درخواست کمک کرده بود، بیان می‌دارد که «رهبری صریحا می‌گویند شرط عفو پس‌گرفدن حرف‌هایی است که آقای نوری گفته‌اند.»

### بازتاب‌های خارجی
دادگاه وی به‌عنوان معروف‌ترین چهرهٔ اصلاح‌طلب پس از محمد خاتمی بازتاب‌های فراوانی در رسانه‌های بین‌المللی داشت. اتحادیه اروپا در اعتراض به زندانی کردن وی و محسن کدیور (دیگر روحانی دگراندیش) گسترش هر گونه روابط و ارتقای مناسبات تجاری اتحادیه اروپا را منوط به بهبود حقوق بشر در ایران نمود. سازمان عفو بین‌الملل حکم صادره علیه وی را محکوم کرد. از جمله روزنامه «سالزبورگر ناخریشتن» اتریش با اشاره به دفاعیات نوری در دادگاه نوشت:
«نوری بر مقدس‌ترین تابوهای جمهوری اسلامی انگشت نهاد. او مشروعیت دادگاه روحانیت را انکار کرد و بدین ترتیب جسارتی کرد که تا پیش از آن، شجاع‌ترین اصلاح طلبان هم نکرده بودند. او میراث خمینی را که این دادگاه را خارج از قانون اساسی تأسیس کرده بود، زیر سؤال برد.»

## آزادی
در جریان برگزاری دادگاه علی‌رغم آنکه وی در بازداشت بوده و هنوز محکوم نشده بود، دادگاه مانع از ثبت نام وی در انتخابات مجلس ششم شد. اما برادر وی علیرضا نوری که پزشک جراح بود، در انتخابات ثبت نام کرده و با ۱ میلیون و ۳۴۳ هزار رأی به عنوان نفر سوم در حوزهٔ تهران به مجلس راه یافت. ناظران رای بالای برادر نوری را نشانهٔ اعتراض مردم به محاکمهٔ عبدالله نوری ارزیابی کردند. وی همچین حاضر به نوشتن درخواست عفو برای علی خامنه‌ای نشد. پس از فوت برادرش علیرضا نوری در سانحه رانندگی در آبان ۱۳۸۱، عده‌ای از نمایندگان مجلس در نامه‌ای به خامنه‌ای خواستار آزادی وی که سه سال بود در زندان به سر می‌برد، شدند.
او پس از آزادی از زندان تقریباً فعالیت و موضع‌گیری سیاسی را کنار گذاشته و جز در مراسم و محافل کوچکی که در منزل وی با حضور سران اصلاح‌طلب برگزار می‌گردید، شرکت نداشت.

## انتخابات ریاست جمهوری دهم
در سال ۱۳۸۷ نام وی دوباره توسط اصلاح‌طلبان پیشرو (ادوار تحکیم، تحکیم وحدت، دانشجویان و جمعی از روزنامه‌نگاران) برای نامزدی انتخابات ریاست جمهوری دهم در کنار محمد خاتمی مطرح شد در شرایطی که با توجه به مشی مستقل و قاطع وی در دوران اصلاحات و موضع‌گیری تند علی خامنه‌ای علیه وی کمتر امیدی به تأیید صلاحیت وی توسط شورای نگهبان می‌رفت.
پس از شایعات و ابهامات بسیار در مورد کاندیداتوری وی، عبدالله نوری دو پیش شرط برای کاندیداتوری خود اعلام کرد: اول اینکه اصلاح طلبان روی کاندیداتوری واحد وی اجماع کنند و دوم اینکه در صورت رد صلاحیت وی کاندیدای دیگری را به جای او اعلام نکنند.
اما چندی بعد با اعلام رسمی کاندیداتوری و فعالسازی ستاد انتخاباتی مهدی کروبی و محمدرضا عارف کار ورود نوری به انتخابات سخت‌تر شد. عبدالله نوری نیز هم‌زمان به فعالیت‌های خود گسترش بیشتری بخشید و در جلسهٔ مهمی با روزنامه‌نگاران سکوت پنج سالهٔ خود را شکست و پس از انصراف سید محمد خاتمی از انتخابات ریاست جمهوری دهم چنین به نظر می‌رسید که اصلاح طلبان پیشرو انتخابی جز نوری نخواهند داشت.
اما در نهایت با ورود میر حسین موسوی به صحنهٔ انتخابات حضور نوری در انتخابات منتفی گردید.

## در نگاه دیگران
سید روح‌الله خمینی در نامه ای به تاریخ ۱۸ اسفند ۱۳۶۷، که در آن وی را نماینده خود در سپاه پاسداران انقلاب اسلامی معرفی میکند، اینگونه به توصیف او میپردازد:
فردی هستید فاضل، متدین، مبارز، متقی و با فهم سیاسیِ بسیار خوب و علاوه بر آن از خانوادۀ محترم شهدا که خود افتخاری است بزرگ

## نگارخانه

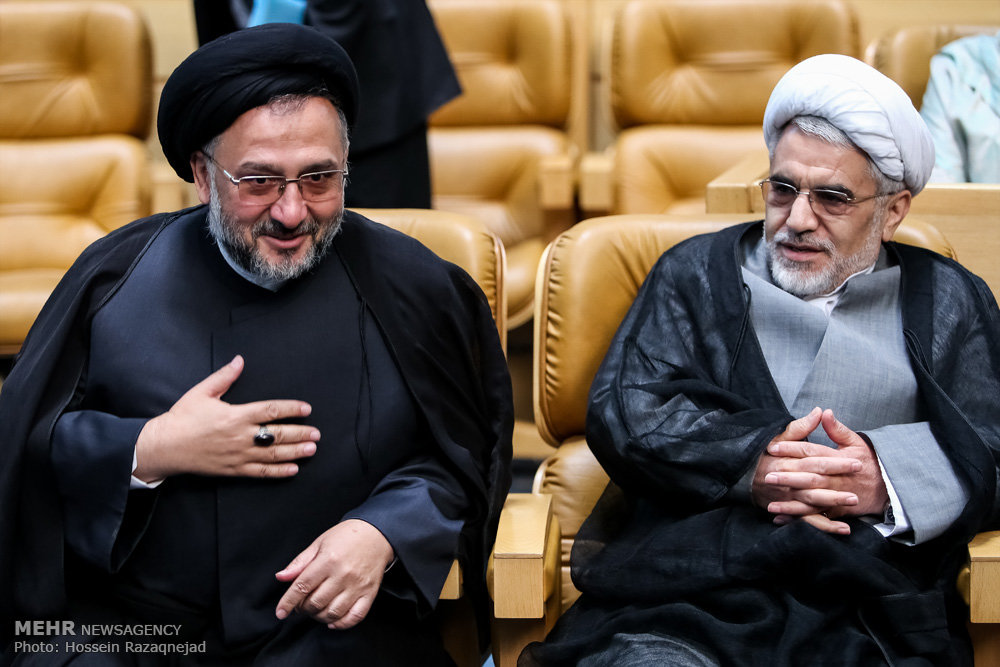
اولین کنگره حزب اتحاد ملت ایران با حضور فعالان اصلاح طلب و حزب مشارکت
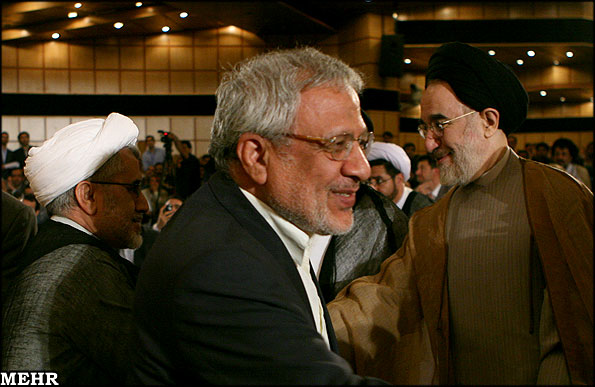
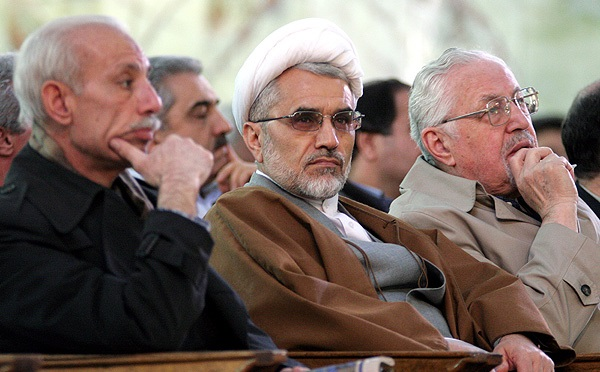
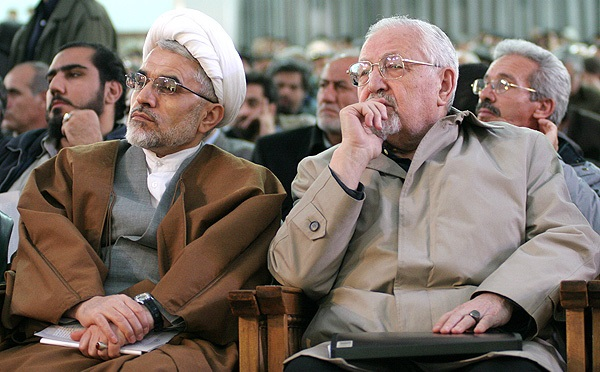
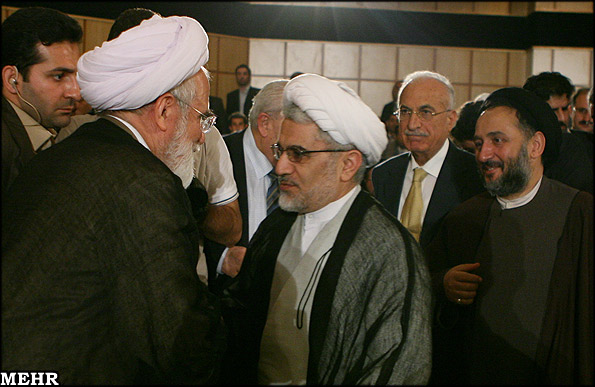
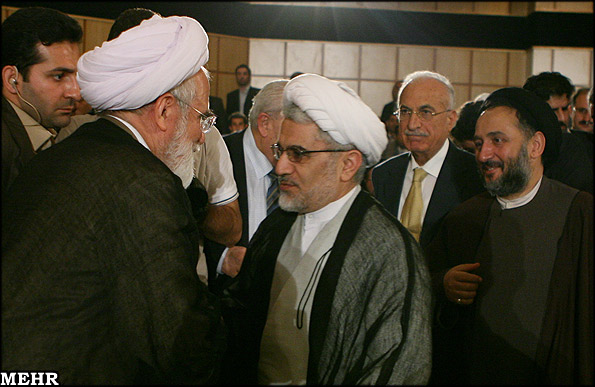
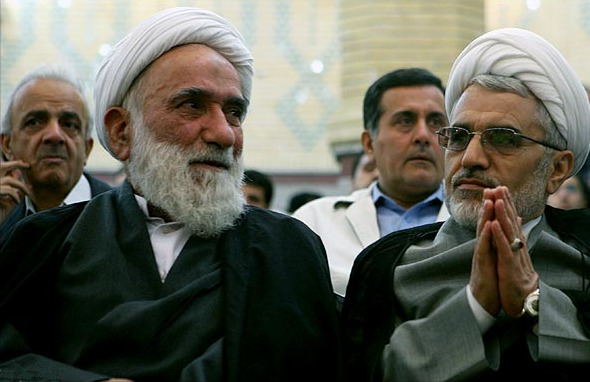

## کتاب‌ها
- شوکران اصلاح

## مواضع
وی از جمله عملگراهای پیشرو در جمهوری اسلامی بوده است. وی زمانی که به عنوان وزیر در سال ۱۹۸۰ انتخاب شد، به عنوان یک چهرهٔ رادیکال شناخته می‌شد. وی جزئی از عملگرایان اصلاح‌طلب معرفی می‌شود.